# Callicarpa tikusikensis
Callicarpa tikusikensis là một loài thực vật có hoa trong họ Hoa môi. Loài này được Masam. mô tả khoa học đầu tiên năm 1940.